# Lunática
Lunática es un libro escrito por la periodista Andrea Momoitio, publicado en 2022 por Libros del KO.

## Argumento
El 9 de noviembre de 1977 apareció en la prisión de Basauri el cuerpo calcinado de María Isabel Gutiérrez Velasco. La prisión declaró que se había suicidado, pero esta versión no fue creída y las trabajadoras sexuales de Bilbao, que se encerraron en el Hospital de Basurto, con el apoyo de otros colectivos, incluido el comité de apoyo de la Coordinadora de Presos en Lucha (COPEL); y organizaron una huelga con la colaboración de algunos miembros del movimiento feminista y del movimiento LGBTI. Aunque no duró mucho, también crearon el llamado Comité de Prostitutas de Cortes. Exigieron la amnistía de los presos sociales y la anulación de la Ley sobre peligrosidad y rehabilitación social franquista de 1970.
Según Momoitio, el éxito de la protesta se basó en el apoyo que las prostitutas tuvieron del movimiento LGTB, del movimiento feminista y de los comités de apoyo a la COPEL (Coordinadora de Presos Sociales en Lucha), grupo de apoyo a los llamados «presos sociales».

## La protagonista
Siendo adolescente, María Isabel Gutiérrez Velasco, protagonista del libro, estuvo en un centro del Patronato de Protección a la Mujer de Santander. Era una prostituta procedente de Cantabria que trabajaba en la calle Las Cortes de Bilbao. Tenía veintitrés años en el momento de su muerte y tenía un hijo pequeño.